# مسجد ليما
مسجد ليما، المعروف أيضًا باسم مسجد ماجدالينا ديل مار، هو مسجد في ليما، بيرو. وهو أحد مسجدين في البلد، والآخر هو مسجد باب الإسلام.
تم تشييده في مناطق السكن في 1986 من قبل البيرويين العرب ( الجالية الفلسطينية) في منطقة ماجدالينا ديل مار بالمدينة. المبنى الديني مفتوح لعامة الناس.

## التاريخ
في 1986، تبرع ميغيل عبد الله حميدة، وهو رجل أعمال فلسطيني، بمنزله للجالية المسلمة في البيرو؛ التي تأثرت صورتها بسبب أحداث الصراع العربي الإسرائيلي، وفي الوقت نفسه أيضًا لتوفير فرصة للاجئين الفلسطينيين؛ الذين يصلون إلى ليما.
أعلنت رابطة العالم الإسلامي في بيرو، التي تولت قيادة المسجد، بين العقدين 2000 و2010، أنها خططت لبناء مسجد أكبر بكثير في نفس منطقة ماجدالينا ديل مار، نظرًا لأن عدد المؤمنين وصل بالفعل إلى ألفي شخص، بين المهاجرين (اللاجئين والسياح من العالم الإسلامي) والمعتنقين البيرويين، ومعظمهم من الفرع السني.
كثيرا ما يستخدم المسجد كنقطة احتجاج من قبل المسلمين؛ الذين يرفضون أي عمل من أعمال الجهادية أو رهاب الإسلام.
في 14 مايو 2019، كان المسجد مسرحًا للمجلس المشترك بين الأديان بين الطوائف الدينية المتنوعة؛ التي تتواجد في بيرو.

## أنظر أيضا
- الإسلام في البيرو
- البيرويين العرب